# Рубен Мартінес
Рубен Іван Мартінес (ісп. Rubén Iván Martínez, нар. 22 червня 1984, Корістанко, Іспанія) — іспанський футболіст, воротар команди «Депортіво».

## Титули і досягнення
- Переможець Середземноморських ігор: 2005